# Nikołaj Iwanow (funkcjonariusz)
Nikołaj Aleksiejewicz Iwanow (ros. Николай Алексеевич Иванов, ur. 1902 w Wiaźmie, zm. 1962 w Moskwie) - funkcjonariusz radzieckich organów bezpieczeństwa, pułkownik, ludowy komisarz spraw wewnętrznych Buriacko-Mongolskiej ASRR (1939-1940).

## Życiorys
Od września 1919 do listopada 1920 w Armii Czerwonej, od września 1920 do marca 1921 studiował w Smoleńskim Instytucie Politechnicznym, od kwietnia 1921 do maja 1924 elektromonter w Smoleńsku i Moskwie, od maja 1924 do września 1925 ponownie w Armii Czerwonej. Od września 1925 do sierpnia 1930 monter, kontroler, starszy księgowy i kierownik działu finansowego w fabryce "Elektroswiet" w Moskwie, od 1930 w WKP(b), od sierpnia 1930 do marca 1933 studiował na oddziale wojskowym Leningradzkiego Instytutu Elektrotechnicznego, a od marca 1933 do maja 1936 w Wojskowej Akademii Elektrotechnicznej Armii Czerwonej im. Budionnego. Od stycznia 1937 do sierpnia 1938 inżynier elektryk, szef sekcji, zastępca szefa laboratorium i starszy inżynier w fabryce nr 205, od listopada 1938 do marca 1939 starszy inżynier fabryki nr 251 w Moskwie, od marca do czerwca 1939 słuchacz Centralnych Kursów NKWD ZSRR, 8 czerwca 1939 mianowany kapitanem bezpieczeństwa państwowego. Od czerwca do września 1939 zastępca ludowego komisarza, a od 23 września 1939 do 19 listopada 1940 ludowy komisarz spraw Wewnętrznych Buriacko-Mongolskiej ASRR. Od lutego 1941 szef Oddziału NKWD ZSRR, od 11 lutego 1943 podpułkownik, w 1947 szef Oddziału I Zarządu IX MWD ZSRR, od 26 sierpnia 1947 zastępca szefa Wydziału IV Specjalnego MWD ZSRR, później szef Oddziału Wydziału Specjalnego MWD w stopniu pułkownika, od marca do sierpnia 1954 szef Oddziału KGB, od sierpnia 1954 zastępca głównego inżyniera oddziału MWD ZSRR.

## Odznaczenia
- Order Wojny Ojczyźnianej I klasy (dwukrotnie)
- Order Czerwonej Gwiazdy (czterokrotnie)
- Order „Znak Honoru”

I 4 medale.